# 부산 금정사 목조아미타여래좌상 및 복장유물
부산 금정사 목조아미타여래좌상 및 복장유물(釜山 金井寺 木造阿彌陀如來坐像 및 服藏遺物)은 부산광역시 동래구, 금정사에 있는 조선시대의 불상 및 복장유물이다. 2012년 10월 30일 부산광역시의 유형문화재 제115호로 지정되었다.

## 개요
금정사 목조아미타여래좌상의 수인은 아미타인의 하품중생인(下品中生印)이며, 상체를 앞으로 약간 숙여 아래를 굽어보는 듯한 자세로, 신체에 비해 머리가 크고, 방형의 상반신에 비해 무릎너비가 넓어 안정감이 있다. 복장물은 조성발원문, 후령통, 7종 8점의 경전류와 목판으로 찍어낸 수백 매의 다라니가 확인되어 사찰에서 따로 보관 중이다. 불상 및 복장물의 전체적인 보존 상태는 양호한 편이다.

## 목조아미타여래좌상
조성발원문에 따르면 이 불상은 강희 16년(1677)에 낙성하여 전라도 고산현 대둔산 용문사에 봉안했던 것으로, 수화승 혜희(慧熙)를 중심으로 모두 7명이 불상 조성에 참여하였다.
금정사 목조아미타여래좌상은 전주 일출암 불상과 함께 석가여래의 좌·우협시로 용문사에 봉안될 당시의 모습을 복원할 수 있는 중요한 단서를 제공해 주고 있다. 더욱이 이 불상은 조각승 혜희의 후반기 작품으로, 혜희 작품의 양식적 추이를 살필 수 있는 중요한 자료이다.

## 복장유물
또한 후령통과 그 속에 봉안된 보기 드문 동(銅)으로 만든 오보병, 복장발원문 등은 17세기 불상 복장물 연구에 좋은 자료이다. 또한 경전류도 당시의 훈민정음 표기법이 고스란히 남아 있어 국어사적인 면에서 중요한 가치를 지니고 있을 뿐 아니라, 동일본을 찾을 수 없어 소중하게 보존하면서 앞으로 연구해 볼 가치가 있으며, 판각 연대를 알 수 있어서 조선시대 만다라 연구에 중요한 자료가 될 수 있는 다라니 등 복장물 역시 불상 복장물 연구 및 국어사, 서지학, 불교사적으로 매우 중요한 자료이다.

## 같이 보기
- 금정사

## 참고 자료
- 부산 금정사 목조아미타여래좌상 및 복장유물 - 국가유산청 국가유산포털